# Susi Peter
Susi Peter (* 26. Februar 1923 in Wien; † 27. Jänner 1968 ebenda) war eine österreichische Schauspielerin.

## Leben
Susi Peter lernte Schauspiel am Max Reinhardt Seminar. Ihr erstes Engagement erhielt sie 1939 unter der Intendanz von Gustav Bartelmus am Stadttheater Klagenfurt, dessen Ensemblemitglied sie bis 1941 war. Danach spielte sie am Stadttheater Teplitz-Schönau. 1942 wurde Susi Peter vom Deutschen Theater Prag verpflichtet und kam anschließend ans Theater am Schiffbauerdamm in Berlin.
Nach dem Zweiten Weltkrieg war sie zwanzig Jahre lang Ensemblemitglied des Volkstheaters in Wien und spielte in den ab 1959 von den Wiener Festwochen wiederbelebten Pawlatschentheatern.
Die Autorin Ruth Kerry und die Schauspielerin Eva Gold waren ihre Schwestern. Susi Peter war mit dem Regisseur Wolf Neuber verheiratet und hatte drei Kinder. Sie starb nach einer schweren Krankheit.

## Theaterrollen
Zu Beginn ihrer Laufbahn im Stadttheater Klagenfurt war Susi Peter im Rollenfach der „Naiven“ verpflichtet. In ihrer Zeit am Wiener Volkstheater spielte sie häufig Nestroy-Figuren und schlagfertige Wienerinnen.

## Filmografie
- 1941: Liebe ist zollfrei
- 1961: Die frommen Schwestern
- 1962: Das Protektionskind
- 1965: Brave Leut’ vom Grund
- 1965: Zwei glückliche Tage
- 1965: Liebesg'schichten und Heiratssachen
- 1965: Megära, die förchterliche Hexe